# 布鲁斯利
布鲁斯利（英語：Brusly）是美国路易斯安那州下属的一座城市。根据2010年美国人口普查，该市有人口2,589人。建置上，属于“town”。